# Bernard Milski
Bernard Zygmunt Milski (ur. 16 sierpnia 1856 w Poznaniu, zm. 24 stycznia 1926 tamże) – polski wydawca i drukarz, działacz  patriotyczny.

## Życiorys
Uczestnik i współorganizator ruchów patriotycznych na terenie Poznania. W latach 1891–1901 nakładca i redaktor naczelny pierwszego polskiego dziennika „Gazeta Gdańska”, ukazującego się w Gdańsku i na Kaszubach, od 1 kwietnia 1891 r. wraz z niedzielnymi dodatkami „Gwiazdka Niedzielna” i „Anioł Stróż”. Wydawca broszur i książek patriotycznych kolportowanych na terenie trzech zaborów. Od 1901 r. wydawca „Gońca Wielkopolskiego” ukazującego w Poznaniu.
W 1900 r. wydał w Gdańsku „Krzyżaków” Henryka Sienkiewicza, naruszając tym samym prawa autorskie do powieści, należące do firmy Gebethner i Wolff. Wydrukował ponad 50 polskich książek, między innymi Trylogię i Krzyżaków, wygrał wytoczony mu za to proces przez mającą prawa do dzieł Henryka Sienkiewicza krakowską firmę Geberthner i Spółka. Książkę tę wydał B. Milski w porozumieniu z Henrykiem Sienkiewiczem w cenie 2. marki za wszystkie 4 tomy
Wnętrze redakcji „Gazety Gdańskiej” prowadzonej przez Milskiego zostało odtworzone na potrzeby scen do filmu pt. „Miasto z morza” 
Odbudowany przez miasto Poznań grobowiec Bernarda Milskiego z inskrypcją według Jana Kochanowskiego „Jeśli komu droga otwarta do nieba To tym, co służą Bogu i Ojczyźnie” znajduje się na poznańskiej Cytadeli. 

### Rodzina
Był synem Wincentego Milskiego i Martyny ze Stańczewskich, ojcem Lutosława Bernarda Milskiego, dziadkiem Lidii Milskiej-Odolińskiej.

## Ocena działalności
Bernard Milski z urodzenia i wychowania Wielkopolanin, wiele uczynił dla Pomorza Gdańskiego i Kaszubów w walce o język polski. Jak wielu patriotów, czynnie współtworzył poczucie dumy narodowej w czasach niewoli rozbiorowej.
Postać Bernarda Milskiego wraz z powstaniem „Gazety Gdańskiej” w kwietniu 1891 r. na trwałe związała się z Kaszubami i Gdańskiem. Działalność redakcyjna, wydawnicza i społeczna Milskiego znalazła odbicie w wielu opracowaniach naukowych. Pisali o nim historycy, publicyści, literaturoznawcy tacy jak Andrzej Bukowski [np. w 'Polski Słownik Biograficzny', 1976], Tadeusz Oracki [np.w 'Słownik Biograficzny Warmii, Mazur i Powiśla XIX i XX wieku', 1983] Andrzej Romanow [np. w 'Zasłużeni  ludzie Pomorza Nadwiślańskiego z okresu zaboru pruskiego: szkice biograficzne', 1979], Lech Słowiński [np. w 'Z dziejów walki o tożsamość narodową pod pruskim zaborem', 1979], Ewa Czerniakowska [np. w 'Bernard Zygmunt Milski (1856-1926): zasłużony dziennikarz, wydawca i działacz społeczny w Wielkopolsce, na Pomorzu i Mazurach' 2010].

## Galeria

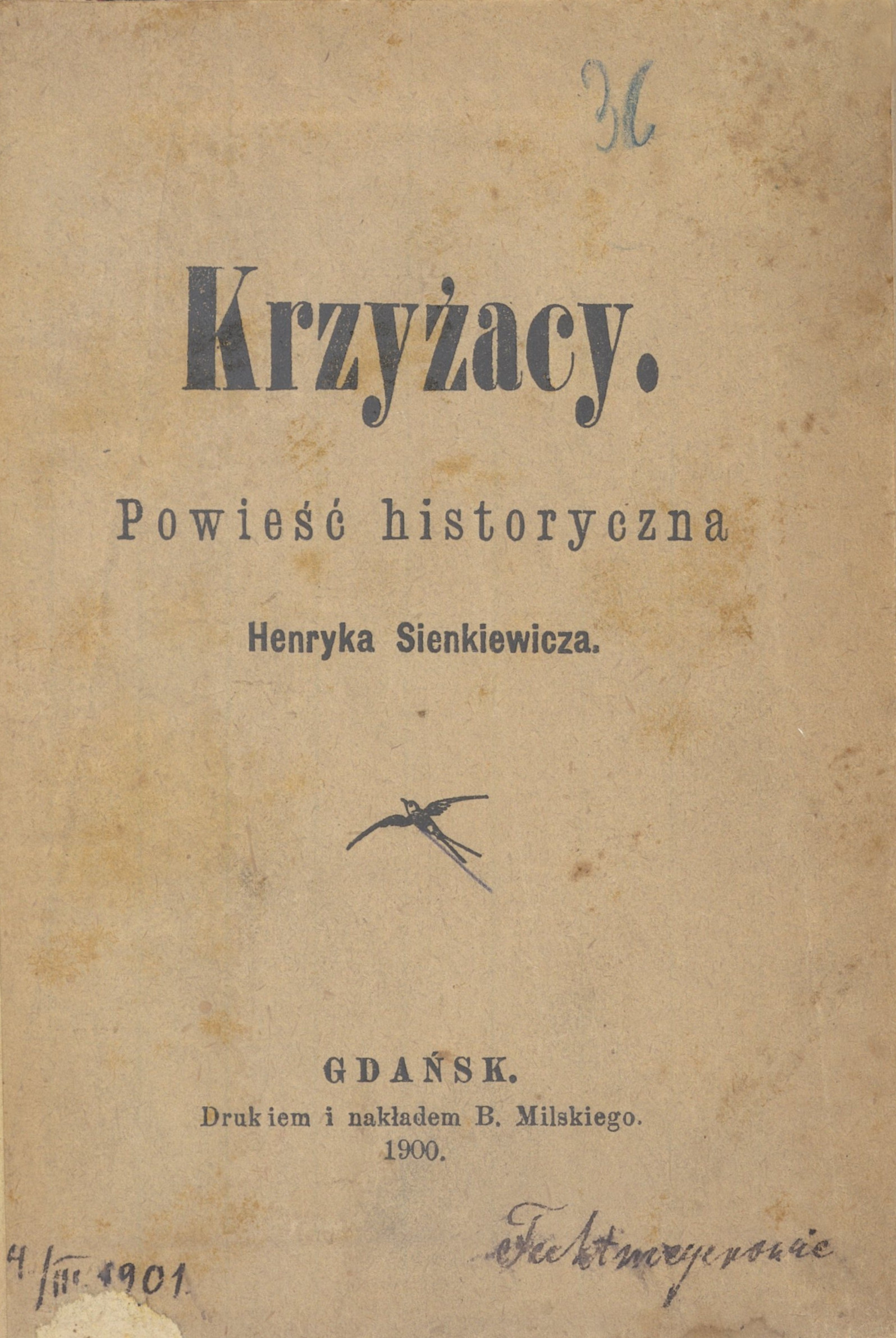
„Krzyżacy”, powieść wydana przez Bernarda Milskiego w Gdańsku w 1900 r.
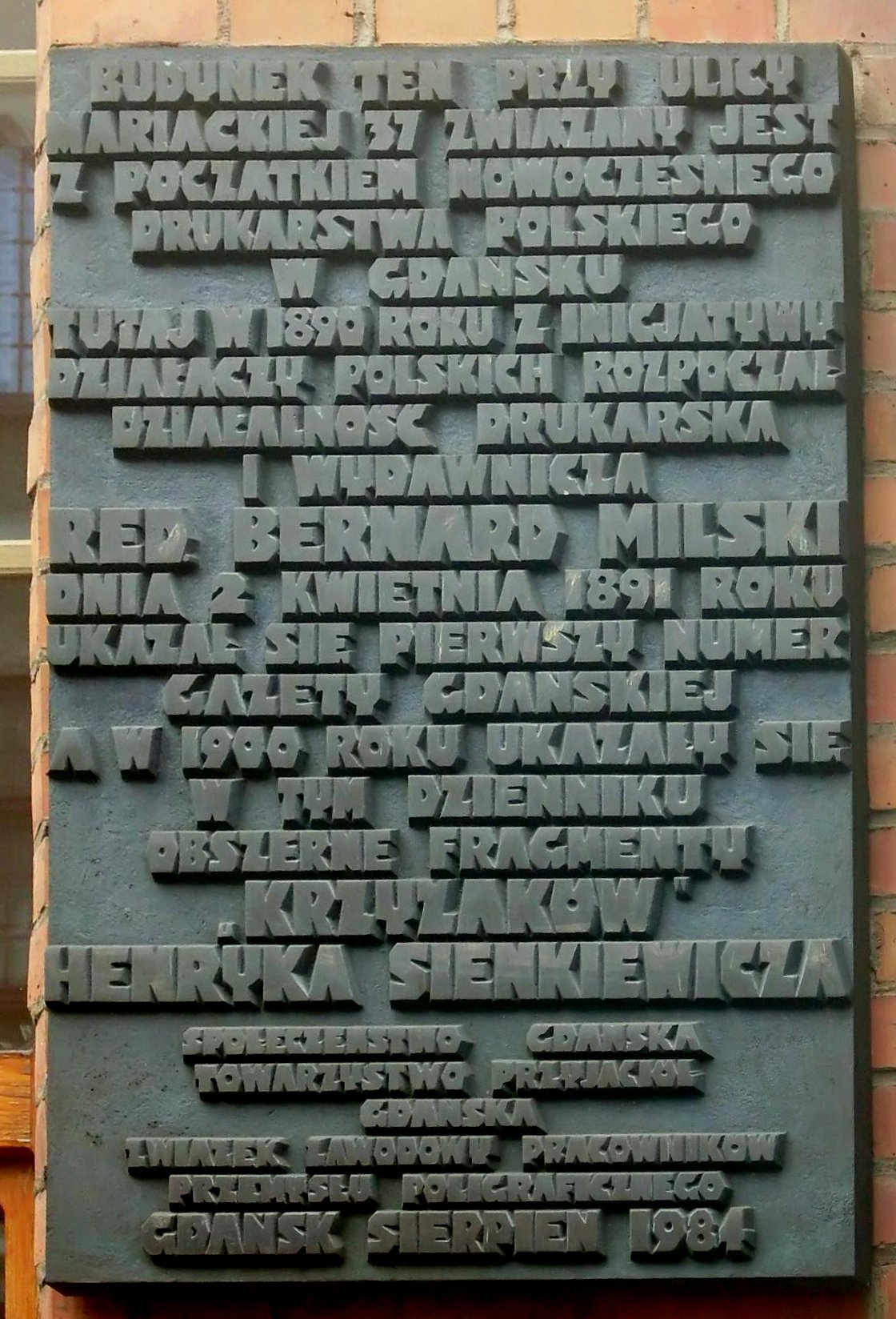
Tablica na gdańskim Głównym Mieście, upamiętniająca działalność Bernarda Milskiego
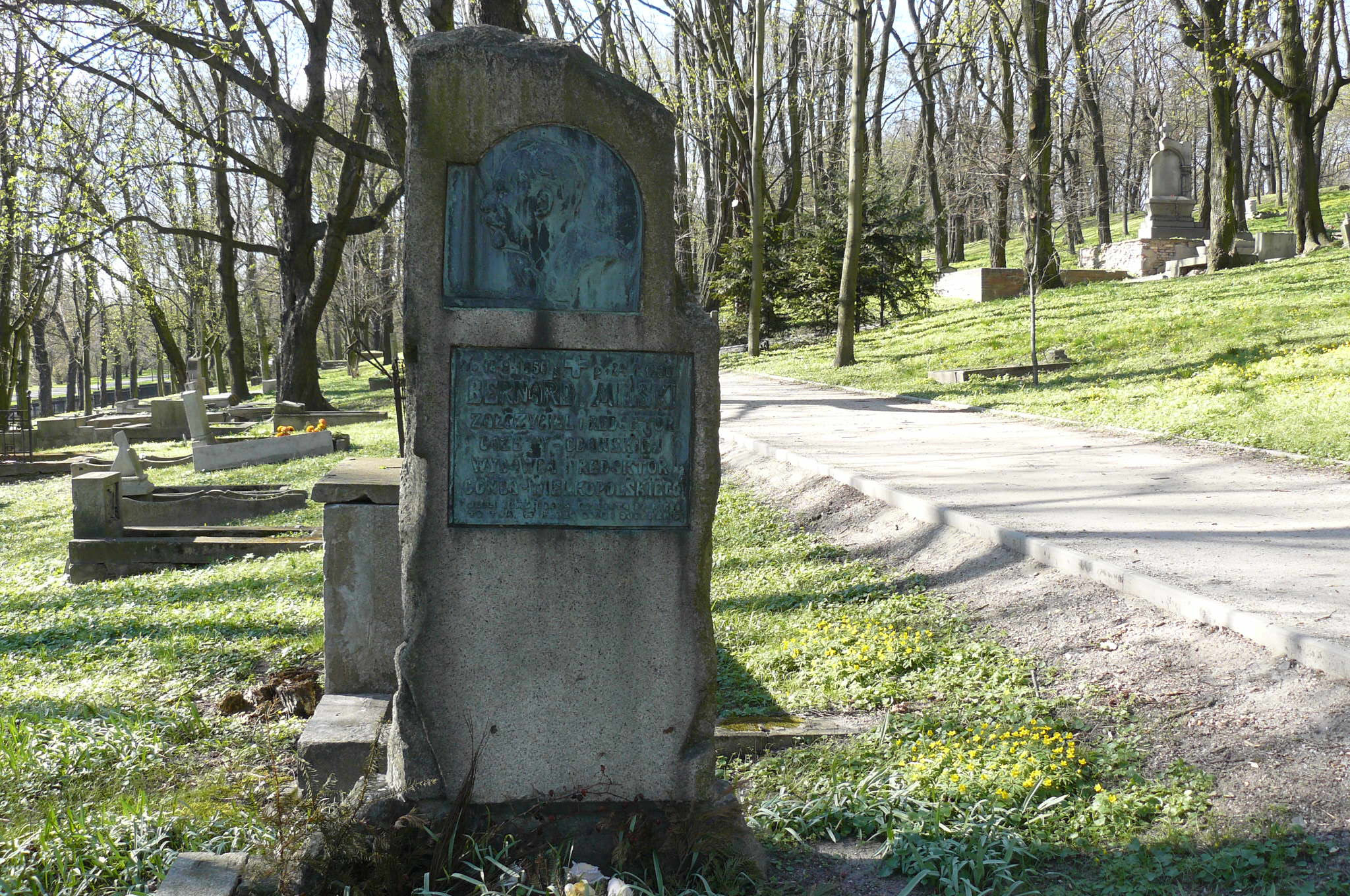
Nagrobek Bernarda Milskiego na Cytadeli poznańskiej (cmentarz św. Wojciecha)
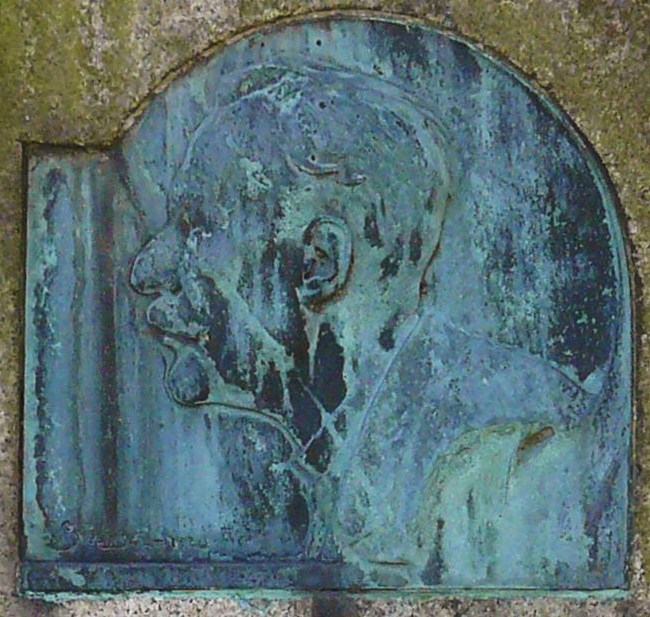
Fragment płyty nagrobnej